# GH Большой Медведицы
GH Большой Медведицы (лат. GH Ursae Majoris), HD 80475 — одиночная переменная звезда в созвездии Большой Медведицы на расстоянии приблизительно 2403 световых лет (около 737 парсеков) от Солнца. Видимая звёздная величина звезды — от +8,58m до +8,32m.

## Характеристики
GH Большой Медведицы — красная пульсирующая полуправильная переменная звезда типа SRB (SRB) спектрального класса Mb.